# Pavol Šajgalík
Pavol Šajgalík OFMCap (* 13. November 1964 in Bratislava) ist ein slowakischer römisch-katholischer Geistlicher und ernannter Militärbischof der Slowakei.

## Leben
Šajgalík wuchs in Bratislava in einem katholischen Elternhaus auf und kam bereits in seiner Gymnasialzeit mit im Geheimen praktizierenden Kreisen der katholischen Kirche der Tschechoslowakei in Kontakt. Noch zur Zeit des kommunistischen Regimes trat er im Verborgenen dem Kapuzinerorden in Bratislava bei. An der Slowakische Technische Universität Bratislava studierte er von 1983 bis 1988 Elektrotechnik. Im Jahr 1993 legte er die Gelübde ab und wurde am 15. August 1993 zum Priester geweiht. Im Jahr 1994 schloss er das Diplomstudium der Katholischen Theologie an der Universität Wien ab und promovierte ebendort im Jahr 2014 bei Paul Michael Zulehner mit einer Dissertation zum Leben der Kirche im Kommunismus. In der Kapuzinergemeinschaft hatte Šajgalík verschiedene Ämter inne, unter anderem war er Guardian des Konvents in Bratislava und von 1993 bis 2005 Vize-Provinzial. In der slowakischen Militärdiözese war er bereits von 2006 bis 2019 im Priesterrat tätig und Kaplan der Polizei von Bratislava. Von 2019 bis 2024 leitete Šajgalík die slowakische Mission in der ganzen Schweiz.
Papst Leo XIV. ernannte Šajgalík am 27. Mai 2025 zum Militärbischof der Slowakei in Nachfolge von František Rábek.